# زنبق گل‌کوچک
زنبق گل‌کوچک (نام علمی: Iris speculatrix) نام یک گونه از سرده زنبق است.
این گیاه چند ساله علفی از آسیا است که در چین، هنگ کنگ و تایوان یافت می شود. دارای برگهای سبز تیره و همیشه سبز، ساقه بلند باریک و گلهایی در سایه های مختلف آبی، از بنفش، یاسی، اسطوخودوسی تا آبی روشن است.